# Команда Андрія Балоги
Команда Андрія Балоги (попередні назви: Єдиний Центр, Партія Приватної Власності) — українська політична партія. Голова партії — Андрій Балога.

## Історія
1 квітня 2008 року «Партія Приватної Власності», яка зареєстрована 24 вересня 1999 р., надіслала до Міністерства юстиції України офіційне повідомлення про зміну назви та складу керівних органів партії. 20 березня 2008 року назву партії змінено на «Єдиний Центр». Головою партії замість Вадима Гуржоса обрано Анатолія Шибіко. З 27 березня 2008 року новим головою партії став Ігор Кріль.
До першочергового складу партії увійшли народні депутати України: Ігор Кріль, Михайло Полянчич, Віктор Тополов, Леся Оробець, Василь Петьовка, а також глава Секретаріату Президента Віктор Балога (2006—2009 рр.).
12 липня 2008 року відбувся II з'їзд Єдиного Центру, на якому затверджено політичну платформу, політичні завдання партії, прийнято нову редакцію Статуту, а також обрано керівні органи партії. Головою Єдиного Центру переобрано Ігоря Кріля. Стратегічною метою Єдиний Центр проголосив приведення рівня життя в Україні до європейських стандартів, наведення порядку у владі, підвищення добробуту людей, модернізацію економіки і зміцнення єдності країни.
У 2009 році Єдиний Центр запропонував План оновлення країни, який передбачає 5 чітких кроків для виходу з політичної кризи. Серед них: позачергові парламентські та президентські вибори, референдум щодо внесення змін до Конституції, відкриті списки на виборах. У цьому ж році Єдиний Центр представив у Верховній Раді Виборчий кодекс, що регламентує і впорядковує весь виборчий процес в Україні — президентські, парламентські та місцеві вибори.
14 серпня 2010 року на III З'їзд партії Єдиний Центр проголосив себе партією нового типу. Вперше в Україні у політичній партії запроваджено модель колективного лідерства — Колегія лідерів. На засіданнях Колегії всі лідери головують по черзі, а рішення приймаються консенсусом. До складу колегії обрані: Віктор Балога, Володимир Бондар, Ростислав Валіхновський, Вадим Карасьов, Ігор Кріль, Кирило Куликов, Леся Оробець, Василь Петьовка, Ігор Попов, Віктор Тополов.
У жовтні 2010 року Єдиний Центр йшов на місцеві вибори з програмою під назвою «Якісна Україна». Під цими словами партія розуміє країну, яка є безпечним і зручним середовищем для життя. Партія пропонує шість перших і найважливіших кроків: зменшення залежності життя людей від дій влади; проекти з побудови інфраструктури та очищення довкілля; пропозиції у галузі медицини; завдання з енергозбереження та розвитку альтернативної енергетики, а також захист кожного громадянина від посягань на особу, життя, здоров'я і майно.
Станом на кінець 2010 року партія Єдиний Центр налічувала понад 100 тисяч членів. Партія має представництва в усіх регіонах України, понад 20 тис. первинних осередків.
У серпні 2020 року політична партія Єдиний Центр змінила назву на Команда Андрія Балоги, також цього дня відбулась зміна керівника — замість Віктора Балоги її очолив син Андрій Балога.
25 жовтня 2020 відбулись місцеві вибори, на яких Андрій Балога переміг на виборах мера міста Мукачево у першому турі, та продовжив бути мером міста.

## Місцеві вибори

### Єдиний центр
Найбільшою перемогою у місцевих виборах стали результати виборів у Тернополі. На виборах до Тернопільської облради партія отримала понад 14 % підтримки виборців (другий результат). Загалом за підсумками місцевих виборів, що проходили у 2008—2010 роках, Єдиний Центр здобув 90 перемог. Це найбільша кількість перемог з-поміж інших політичних сил. Загалом кожен четвертий кандидат від Єдиного Центру очолив село, селище або місто.